# Typ Mercedes
Der Typ Mercedes war ein in den Jahren 1973 bis 1983 gebauter Massengutschiffstyp der Bremer-Vulkan-Werft.

## Einzelheiten
Der Schiffstyp war ein Öl/Massengut/Erz-Frachter, auch OBO-Carrier (vom englischen Oil Bulk Ore für Öl, Massengut und Erz) mit neun Laderäumen, ganz achtern angeordneten Aufbauten und Maschinenraum. Die Werft konstruierte den moderneren Schiffsentwurf zu Beginn der 1970er Jahre auf der Basis der 1969/70 gebauten Massengutschiffe Emma Oldendorff und Eckert Oldendorff. Er war für den Einsatz in der herkömmlichen Massengutfahrt, insbesondere aber auch für besonders flexible Dienste mit gemischten Ladungsaufkommen von Rohöl, Erz- und anderen Schüttgut-Ladungen gedacht. Die Laderäume wurden mit seitlich öffnenden Schieblukendeckeln des Systems Tell verschlossen, der Laderauminhalt betrug 91.686 m³ in der herkömmlichen Massengutfahrt, 50.437 m³ in der Erzfahrt. Für Ölladungen standen 93.313 m³ zur Verfügung.
Der Antrieb der Schiffe bestand aus einem Zweitakt-Dieselmotor, der direkt auf den einzelnen Festpropeller wirkte. Es wurden in der Baureihe verschiedene Baumuster von MAN und Burmeister & Wain verbaut.
Das rund 60 Millionen Mark teure Typschiff Mercedes wurde vom Korrespondentreeder Friedrich A. Detjen aus Hamburg und Klaus-Michael Kühne der Spedition Kühne + Nagel für deren Partenreederei MS „Mercedes“ in Auftrag gegeben und am 17. August 1973 an die Seetransport GmbH in Hamburg der Unimar Linienagentur als Korrespondentreeder abgeliefert. In den folgenden Jahren entstanden zehn weitere Neubauten des Typs mit rund 78.000 Tonnen Tragfähigkeit.

## Die Schiffe
| Die Erz-Öl-Massengutschiffe des Typs Mercedes | Die Erz-Öl-Massengutschiffe des Typs Mercedes | Die Erz-Öl-Massengutschiffe des Typs Mercedes | Die Erz-Öl-Massengutschiffe des Typs Mercedes              | Die Erz-Öl-Massengutschiffe des Typs Mercedes |
| Name                                          | Stapellauf/ Ablieferung                       | Baunummer IMO-Nummer                          | Auftraggeber                                               | Umbenennungen und Verbleib |
| --------------------------------------------- | --------------------------------------------- | --------------------------------------------- | ---------------------------------------------------------- | --- |
| Mercedes                                      | - / 17. August 1973                           | 985 7319618                                   | Partenreederei MS „Mercedes“, Friedrich A. Detjen, Hamburg | 1994 Asia Angel, ab 29. Januar 2000 verschrottet |
| OBO Duke                                      | - / Januar 1974                               | 986 7333781                                   | Sigurd Herlofson, Oslo                                     | 1980 Tai Cheung, 1983 Skye Trader, 1986 Forest Hills, am 26. März 1997 zum Abbruch bei Arya Ship Breakers in Alang eingetroffen                                                                    |
| Belobo                                        | - / 1974                                      | 987 7360473                                   | Belships, Oslo                                             | 1985 Obo Engin, 1999 Kevat II, 1999 Attar I, 1999 Alexandra IV, ab Ende 1999 in Alang verschrottet                                                                                                 |
| Ringobo                                       | - / November 1974                             | 988 7360485                                   | Olav Ringdal, Oslo                                         | 1979 Jarmina, 1980 Sibosix, 1985 Bulkravenna, 1991 Formentera, 1991 Monterey, 1996 Bharti, am 20. Januar 1999 zum Abbruch in Alang eingetroffen                                                    |
| Arica                                         | - / Mai 1976                                  | 989 7415113                                   | Sörensen & Sönner, Oslo                                    | 1983 South Pearl, 1985 Jahre Pearl, 1989 Pearl, 1993 Hermes, Ankunft am 13. Mai 1998 zur Verschrottung in Alang                                                                                    |
| Alexander                                     | - / Februar 1981                              | 1015 7910761                                  | Setenanta, Monrovia                                        | 1988 El Toro, 1990 Baleares, 1999 Minoas, 2004 Umbau zum reinen Massengutschiff Tianwang Star, 2005 Dong Ya Ocean, 2008 Samarinda Carrier, 2011 Samar, ab 10. Juli 2011 in Chittagong verschrottet |
| August Thyssen                                | 9. März 1981/ 29. Juni 1981                   | 1016 7910773                                  | City Corporation, Monrovia                                 | 1988 El Lobo, 1990 Ballenita, 1995 Bona Fair, 2000 Teekay Fair, 2003 zum herkömmlichen Massengutschiff Swift-Fair umgebaut, ab 17. Dezember 2008 in Chittagong verschrottet.                       |
| Kaszoni                                       | - / 6. April 1982                             | 1026 7910785                                  | Eldorado Shipping, Monrovia                                | 1988 El Zorro, 1990 Acina, 2002 Pasir I, 2005 Xin Long, 2007 Irida, 2011 in Gadani verschrottet |
| Viator                                        | - / 3. Dezember 1981                          | 1078 8006921                                  | Sörensen & Sönner, Oslo                                    | 1984 Mostoles, 1989 Maersk Mostoles, 1991 Mostoles, 2007 Mustikawati, 2012 in Fahrt, 2012/2013 zum Abbruch nach Bangladesch verkauft                                                               |
| Siboseven                                     | - / 1982                                      | 1029 8012334                                  | Tschuldi & Eitzen, Oslo                                    | 1989 Hoegh Freighter, 1992 Bona Freighter, 2000 Teekay Freighter, 2003 Freighter Spirit, 2004 Seahawk Freighter, 2007 Hong Harvest, Abbruch ab 3. Januar 2009 in Chittagong                        |
| Belocean                                      | - / 1983                                      | 1030 8111685                                  | Bremer Seetransport, Bremen Belships, Oslo                 | 1994 Chemtrans Belocean, 2003 Trans Ocean, Abbruch ab 11. März 2009 |
| Ariel                                         | - / Januar 1983                               | 1031 8111697                                  | Sörensen & Sönner, Oslo                                    | 1985 Ariel I, 1988 Ariel, 2002 Ariella, 2005 Longdar, 2008 Navdehnu Trust, 2010 Pylaros, ab 26. Januar 2010 verschrottet                                                                           |